# 安德里卡猜想
安德里卡猜想（Andrica's conjecture）是關於質數間的間隙的猜想，以罗马尼亚数学家多林·安德里卡的名字命名。
該猜想認為，對於任意的{\displaystyle n}，下述不等式成立：
{\displaystyle {\sqrt {p_{n+1}}}-{\sqrt {p_{n}}}<1}
其中{\displaystyle p_{n}}是第{\displaystyle n}個質數。若{\displaystyle g_{n}=p_{n+1}-p_{n}}是第{\displaystyle n}個質數間隙，那麼安德里卡猜想可表述如下：
{\displaystyle g_{n}<2{\sqrt {p_{n}}}+1}

## 實證證據
伊姆兰·戈里（Imran Ghory）用了大質數間隙的資料，證實了該猜想對大到{\displaystyle 1.3002\times 10^{16}}的{\displaystyle n}都成立。利用最大質數間隙（maximal gap）和質數間隙不等式，可將此結果推廣到大到{\displaystyle 4\times 10^{18}}的{\displaystyle n}之上。
離散方城{\displaystyle A_{n}={\sqrt {p_{n+1}}}-{\sqrt {p_{n}}}}呈遞減，其中{\displaystyle A_{n}}的「高水位」標記，出現在{\displaystyle n=1,2,4}之處，其中{\displaystyle A_{4}\sim 0.670873...}，而對於最初的{\displaystyle 10^{5}}個質數而言，沒有比這更大的值。由於{\displaystyle A_{n}}該方程對{\displaystyle n}呈現非病態遞減之故，因此若要在{\displaystyle n}不斷變大的情況下使得這個差變大，一個不斷增長的質數間隙是必要的。故該猜想非常可能是正確的，但目前還沒有證明。

## 推廣

廣義安德里卡猜想對最初100個質數的x的值，並標出x的最小可能解的推測位置。

安德里卡猜想的推廣會論及以下等式：
{\displaystyle p_{n+1}^{x}-p_{n}^{x}=1,}
其中{\displaystyle p_{n}}是第{\displaystyle n}個質數，而x是任意正實數。
易證x的最大可能解出現於{\displaystyle n=1}處，在此處，{\displaystyle x_{max}=1}；而有猜想認為，x的最小可能解出現於{\displaystyle n=30}處，在此處，{\displaystyle x_{min}\sim 0.567148...}。（OEIS數列A038458）
該猜想也可以不等式表述，因此廣義安德里卡猜想可表述如下：
對於{\displaystyle x<x_{\min }}而言，{\displaystyle p_{n+1}^{x}-p_{n}^{x}<1}